# Johannes Anglicus
Johannes Anglicus (auch: Englisch, Pyxocomiston, Leimenhans; * 1502 in Buchsweiler; † 31. Juli 1577 in Straßburg) war ein evangelischer Theologe und Kirchenliedkomponist.

## Leben
Johannes Anglicus oder Johann Englisch, nach seiner Wohnung im Leimgässlein zu Straßburg vom Volke auch „Leimenhans“ genannt, war ein katholischer Priester. Er schloss sich der Reformation an und wurde deshalb von Graf Philipp III. von Hanau-Lichtenberg seines Landes verwiesen. Matthäus Zell holte ihn 1536 als Gehilfe an das Straßburger Münster. Er unterzeichnete die Wittenberger Konkordie mit dem Namen „Joannes Pyxocomiston“ (was „aus Buxweiler“ heißt).
Während der Geltungsdauer des 1548 erlassenen Augsburger Interims predigte er in der Straßburger „Neuen Kirche“. Am 18. Mai 1561 hielt er den ersten evangelischen Gottesdienst im Straßburger Münster seit dem Interim. Von 1563 bis zu seinem Tod war er „Freiprediger“ am Münster.
Das Straßburger Gesangbuch von 1530 enthält zwei Lieder von ihm: „Gebenedeit sei Gott der Herr“ und „Im Frieden dein, o Herre mein“, eine Umdichtung des Nunc dimittis. Dieses findet sich in einer von Friedrich Spitta überarbeiteten und erweiterten Fassung bis heute in Gesangbüchern: EG 222, GL 216.